# Sulabanus barclayi
Sulabanus barclayi là một loài bọ cánh cứng trong họ Lycidae. Loài này được Dvorak & Bocák miêu tả khoa học năm 2007.